# Ramón Cortés
Ramón Cortés (Madrid, s. XIX) va ser un pintor i il·lustrador espanyol.
Natural de Madrid, es va formar a l'Escola de Belles Arts de San Fernando i es va especialitzar en pintura d'història. El fons de l'acadèmia conserva alguns dibuixos de la seva autoria, datats entre 1843 i 1847. Participà a l'exposició pública de l'Acadèmia de San Fernando de 1849 amb l'obra Anníbal escurant la copa de verí, i a l'Exposició Nacional de Belles Arts de 1856 amb un quadre costumista titulat Tipus madrilenys a la Puerta del Sol, abans de l'enderrocament. També va fer els retrats d'Ervigi, Ramir III i d'Alfons VI de Lleó per a la Sèrie Cronològica dels Reis d'Espanya del Museu del Prado, impulsada per José de Madrazo. També treballà com a il·lustrador fent dibuixos per a nombroses publicacions periòdiques de l'època i litografies per al llibre Reyes contemporáneos. Posteriorment es dedicà fonamentalment a l'ensenyament.